# Abraham Joseph Berline
Abraham Joseph Berline (n. Nizhyn, Imperio Ruso, actualmente Ukrania; 6 de octubre de 1893 - f. 1941) pintor.

## Trayectoria
Hijo de Leib Berline y Hana Kaganoff. En 1912, a los 19 años viajó a Pris y realizó estudios en la Escuela de Bellas Artes. Trabajó como taxista y los lugares que recorrió se reflejan en su obra. Su trabajo fue expuesto en las más prestigiosas galerías de arte de París: Salon d´Automne, Salon des Indépendants, Salon des Tuileries, Paul Appel Gallery, además de exponer en galerías privadas.
Cuando Francia fue invadida, Berline se unió a la Resistance, pero en 1941 el artista fue arrestado en la operación Billet Vert y fue llevado a un campo de concentración de Compiègne.
Luego en su cautiberio se dedicó, sobre todo a la producción de pinturas, centrándose en la belleza de la naturaleza, y tratando de trascender la experiencia del campo a través del arte. Sus trabajos junto con los de otros artistas se muestran en el campo. Después de siete meses fue trasladado al campo de Drancy, y de allí a Auschwitz, al igual que su esposa, para no volver jamás.
Sus obras se incluyen en la colección de arte del Museo de los Combatientes del Gueto y el Museo de Historia Contemporánea en París.